# Oswino de Deira
Oswino o Osuine (m. 20 de agosto de 651) fue Rey de Deira, un antiguo reino al norte de Inglaterra. Sucedió al rey San Oswaldo alrededor del año 644, después de que este muriera en la Batalla de Maserfield. Oswino era hijo de Osric.
Según Beda, Oswino fue asesinado por Oswiu en Gilling, tras haberse negado a entrar en batalla.
Beda exaltó a este rey por sus grandes virtudes. Venerado com santo y mártir, su fiesta se celebra el 20 de agosto.